# Rhytipterna simplex
Rhytipterna simplex là một loài chim trong họ Tyrannidae.